# Ilham Loulidi
Ilham Loulidi (en arabe:الهام الوليدي) est une cantatrice marocaine, professeur de chant et de technique vocale, née le 29 mai 1963 à Rabat. Elle est l'épouse du dramaturge marocain Issam El Yousfi.Elle est professeur à L'Institut supérieur d'art dramatique et d'animation culturelle de Rabat (ISADAC) elle a été parmi les jurés de Star Academy (Maghreb).   